# Зебальд Нюрнбергский
Святой Зеба́льд (Себа́льд) Нюрнбергский (нем. Sebaldus (Sebald) von Nürnberg, VIII век, Франкония — VIII век, Нюрнберг, Баварский округ) — согласно легенде миссионер, отшельник, живший близ Нюрнберга, святым покровителем которого он теперь является.
Канонизирован в 1425 году папой Мартином V.

## Легенды
О жизни святого Зебальда достоверно почти ничего не известно, за исключением того, что он обитал в лесах Поппенройт, к западу от Нюрнберга, поскольку был отшельником. Существуют различные легенды о его жизни.
Одна из самых ранних легенд (прибл. 1280) утверждает, что Зебальд был современником Генриха III, который умер в 1056 году, и имел франконское происхождение. После паломничества в Италию он стал проповедником в Нюрнберге. В другом средневековом тексте утверждается, что он был франкским дворянином, который повстречал Виллибальда и Вунибальда в Италии (таким образом получается, что он жил в VIII веке), а затем стал миссионером в Себальдер-Рейхсвальд, который носит его имя. По другим легендам, он был либо сыном короля Дании, либо парижским студентом, который женился на французской принцессе, но оставил её в брачную ночь, чтобы отправиться в паломничество в Рим. В этих версиях легенды папа римский поручает Зебальду заняться евангелизацией в лесах Нюрнберга, что придаёт его присутствию там официальность.

## Прославление

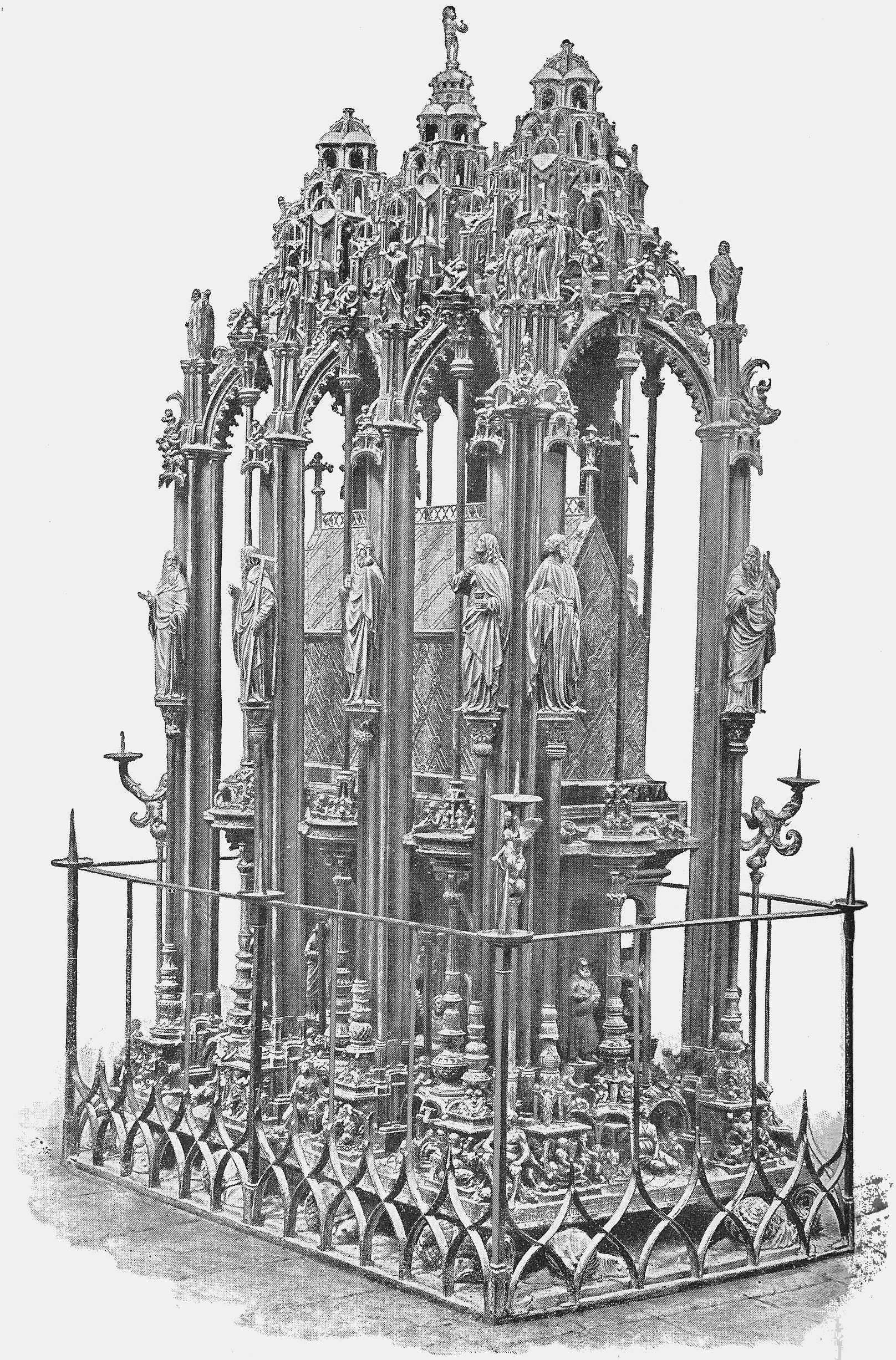
Рака с мощами святого Зебальда в церкви Святого Зебальда в Нюрнберге. Мастер Петер Фишер. 1508-1519. Фототипия 1902 г.

Несмотря на неясное происхождение и сомнительную историчность самого святого, культ Зебальда издавна ассоциировался с Нюрнбергом, ставшим местом паломничества. Самое раннее подтверждённое существование культа можно отнести к концу XI века, когда он был вскользь упомянут в хронике Ламберта Херсфельдского под 1072 годом. В 1255 году он вместе со святым Петром стал покровителем недавно отстроенной приходской церкви, где находилась его могила.
День памяти святого Зебальда — 19 августа — появился в календаре Ольмюца 1131—1137 годов, и многие дети, родившиеся в этом городе, были наречены в его честь. В 1397 году мощи святого были перенесены в новый клирос церкви Святого Зебальда. Короли и императоры Германии, находясь в Нюрнберге, обычно молились перед его ракой.
26 марта 1425 года он был официально канонизирован папой Мартином V по просьбе совета Нюрнберга. В 1429 году на нюрнбергских флоринах стали чеканить его изображение. Агиография Vita Sancti Sebaldi («Жизнь святого Зебальда») была написана около 1480 года Зигмундом Мейстерлином, странствующим бенедиктинским монахом, который провёл некоторое время в Аугсбурге.
В 1508—1519 годах Петер Фишер Старший с сыновьями изготовили для церкви Святого Зебальда знаменитую бронзовую «Раку Святого Зебальда» в стиле поздней готики, которая считается шедевром немецкого Возрождения. Культ святого пережил Реформацию.